# Buslijn M (Haaglanden)
Buslijn M van HTM was een buslijn in de regio Haaglanden, in de Nederlandse provincie Zuid-Holland.

## Geschiedenis
1927-1955
- 1 januari 1927: De eerste instelling van lijn M vond plaats op het traject Valkenbosplein - Kijkduin. Dit was de opvolger van buslijn 4. De lijnkleur was geel.
- 10 - 15 mei 1940: lijn M rijd niet wegens de Duitse inval.
- 22 mei 1940: Lijn M wordt tijdelijk opgeheven.
- 16 juli 1940: Lijn M mag weer rijden.
- 15 september 1940: Lijn M werd wegens brandstofgebrek veroorzaakt door oorlogsomstandigheden buiten dienst gesteld.
- 17 april 1948: De dienst van lijn M werd hersteld, nu op het traject De Savornin Lohmanplein - Kijkduin. Volgens 2 boeken gebeurde dit op 14 juli. Het vooroorlogse trajectdeel Valkenbosplein - De Savornin Lohmanplein werd op 1 mei 1948 overgenomen door tramlijn 7.
- 15 januari 1951: Lijn M kreeg vanaf Kijkduin een verlengstuk naar Loosduinen, dat gebruikt werd voor schoolritten.
- 31 oktober 1955: Lijn M werd opgeheven in het kader van de wijziging van alle Haagse buslijnnummers van letters in cijfers. Het traject werd overgenomen door lijn 24.